# Fazul Abdullah Muhammad
Fazul Abdullah Muhammad (arabisch فاضل عبد الله محمد, DMG Fāḍil ʿAbdu-Llāh Muḥammad; * 25. August 1972 oder 25. Februar oder 25. Dezember 1974 in Moroni auf den Komoren; † 8. Juni 2011 in Mogadischu, Somalia) war al-Qaida-Mitglied und Terrorist. Er galt als Anführer der Organisation im afrikanischen Raum.

## Leben
Fazul Abdullah Muhammad soll in Pakistan Medizin studiert haben. Die Universität verließ er, um sich al-Kaida anzuschließen. In Afghanistan ließ er sich zum Kämpfer ausbilden und erarbeitete sich innerhalb der Terrororganisation einen Ruf als Computerfachmann. Muhammad sprach fließend fünf Sprachen.
Er veröffentlichte 2009 eine umfangreiche Autobiografie mit 1156 Seiten. In mehreren in Abbottabad während der Operation zur Tötung Osama bin Ladens sichergestellten Dokumenten beklagt sich bin Laden über diesen ausführlichen Bericht, der dem Feind sensible Informationen über al-Qaida bereitgestellt habe.
Nach kenyanischen und somalischen Angaben soll Fazul Abdullah Muhammad am 8. Juni 2011 bei einem Schusswechsel an einer Straßensperre in Mogadischu getötet worden sein. Muhammad hatte einen südafrikanischen Pass, etwa 40.000 Dollar und mehrere Handys bei sich. DNA-Tests bestätigten nach seinem Tod, dass es sich tatsächlich um den bis zu diesem Zeitpunkt meistgesuchten Terroristen des Kontinents handelte.

## Alias-Namen
Fazul Abdullah Muhammad ist auch unter dem Namen Haroun Fazul und einer Reihe von Aliasnamen bekannt, oft auch mit mehreren Schreibweisen, unter anderem: Abdallah Fazul, Abdalla Fazul, Abdallah Mohammed Fazul, Fazul Abdilahi Mohammed, Fazul Adballah, Fazul Abdalla, Fazul Mohammed, Haroon, Harun, Haroon Fazul, Harun Fazul, Fadil Abdallah Muhamad, Fadhil Haroun, Fadil Harun, Abu Seif Al Sudani, Abu Aisha, Abu Luqman, Fadel Abdallah Mohammed Ali und Fouad Mohammed. Er hatte sowohl die komorische als auch die kenianische Staatsangehörigkeit und sprach Französisch, Swahili, Arabisch, Englisch und Komorisch.

## Terrorismus
Muhammad wird als Drahtzieher für die Terroranschläge auf die Botschaften der Vereinigten Staaten in Daressalam und Nairobi am 7. August 1998 verantwortlich gemacht, bei denen insgesamt 224 Menschen getötet und über 5000 verletzt wurden. Außerdem soll er in den Anschlag in Kenia auf ein in israelischem Besitz stehendes Hotel und den fast zeitgleichen Raketenabschuss auf ein israelisches Flugzeug verwickelt sein. Vor dem Bezirksgericht New York Süd wurde Anklage gegen ihn erhoben und er wurde über Interpol mit Haftbefehl gesucht. Seit dem 10. Oktober 2001 stand er auf der FBI-Liste der weltweit meistgesuchten Terroristen und für seine Ergreifung wurde ein Kopfgeld von 5 Millionen US-Dollar ausgelobt.
Im Jahr 2000 genehmigte Osama bin Laden Anschläge in Ostafrika und entsandte Fazul Abdullah Muhammad für Vorbereitungen in die Region. Am 28. November 2002 verübten drei Selbstmordattentäter einen Autobombenanschlag auf ein von überwiegend israelischen Touristen besuchtes Hotel im kenianischen Mombasa. Dabei wurden 16 Menschen getötet und mindestens 40 verwundet. Gleichzeitig versuchten mehrere Attentäter ein israelisches Passagierflugzeug mit Strela-2-Raketen abzuschießen. In einem Brief im Jahr 2004 lobte bin Laden die Einfachheit des Anschlags.
Der Generalstaatsanwalt der Vereinigten Staaten John Ashcroft und FBI-Direktor Robert Mueller gaben am 26. Mai 2004 bekannt, dass nach FBI-Erkenntnissen Fazul Abdullah Muhammad einer Gruppe von sieben Personen angehört, die Terroranschläge in den Vereinigten Staaten im Sommer oder Herbst 2004 planten.
Aufgrund von Geheimdiensterkenntnissen waren offenbar die Vereinigten Staaten der Meinung, Muhammad halte sich in der Region um Ras Kamboni im Süden Somalias auf, wo er von der Union islamischer Gerichte gedeckt werde. Am 8. Januar 2007 führte die United States Air Force einen Luftangriff mit AC-130-Kampfflugzeugen aus, die von Dschibuti aus starteten. Es ist unbestätigt, ob der Angriff wirklich Fazul Abdullah Muhammad gegolten hat. Die Verlautbarung des Verteidigungsministeriums der Vereinigten Staaten war undeutlich, „Ziel des Schlages war das Haupt von al-Qaida in der Region“.
Zunächst war bestätigt worden, dass Muhammad bei dem Bombenangriff getötet wurde, aber der amerikanische Botschafter in Kenia, Michael Ranneberger, dementierte am 11. Januar die Tötung und fügte hinzu, dass die Suche nach drei hochrangigen al-Qaida-Mitgliedern – neben Muhammad noch der Sudanese Abu Talha as-Sudani und der Kenianer Saleh Ali Saleh Nabhan – in Somalia weitergehe.
Die Frauen Muhammads und Nabhans, sowie drei ihrer Kinder wurden bei Kiunga bei dem Versuch verhaftet, in der Nähe von Ras Kamboni in Somalia über die Grenze nach Kenia zu gelangen. Sie wurden zum Verhör nach Nairobi gebracht.
Es gibt Berichte, nach denen bei dem Luftangriff mindestens 19 Zivilpersonen getötet wurden, der Präsident der somalischen Übergangsregierung, Abdullahi Yusuf Ahmed dementierte dies jedoch. Die Informationslage ist aber unklar und deswegen gibt es keine verlässlichen Angaben.
Laut Angaben der somalischen Übergangsregierung wurde Fazul Abdullah Muhammad am 8. Juni 2011 bei einem Feuergefecht an einer Straßensperre im Süden von Mogadischu getötet. Vermutlich aus Rache darauf tötete eine Selbstmordattentäterin darauf den somalischen Innenminister Abdi Shakur Sheikh Hassan.